# 小川誠二
小川 誠二（おがわ せいじ、1934年1月19日 - ）は、日本の物理学者。大阪大学特別栄誉教授、東北福祉大学特別栄誉教授。Ph.D.（理学博士、化学物理）。

## 業績
磁気共鳴画像法 (MRI) において、神経血管結合による脳血流の変化を含めた生理現象によって生じるMRIの信号変化を観測するための基礎原理としてBOLD法 (Blood Oxygenation Level Dependent) を確立した。1992年、BOLD法に基づいた画像処理法として機能的磁気共鳴画像法 (fMRI) を開発した。

## 受賞
- 1995年 - 国際磁気共鳴学会から金メダル賞を受賞
- 1996年 - アメリカ物理学会の生物物理学賞（現・マックス・デルブリュック賞）
- 1998年 - 中山賞（公益財団法人中山報恩会）
- 2000年 - 米国医学研究所（National Academy of Medicine）会員
- 2000年 - 「機能的MRIの原理（BOLD法）の発見」の業績により朝日賞（1999年度）[1]
- 2003年 - 「磁気共鳴機能画像法の基礎原理の発見」の業績により国際科学技術財団の日本国際賞[2]
- 2003年 - 同上の理由によりガードナー財団のガードナー国際賞
- 2007年 - 国際磁気共鳴学会賞
- 2008年 - Olli V. Lounasmaa Memorial Prize（フィンランド）
- 2009年 - 「fMRI（磁気共鳴機能画像法）の基本原理の発見」によりトムソン・ロイター引用栄誉賞
- 2017年 - 「機能的MRIの開発」により慶應医学賞
- 2018年 - 日本医療研究開発大賞
- 2025年 - 日本学士院賞・恩賜賞[3]

## 略歴
- 1934年 - 東京都台東区生まれ。
- 1957年 - 東京大学工学部応用物理学科を卒業。工学士（応用物理）
- 1962年～1964年 - メロン研究所 研究助手
- 1967年 - スタンフォード大学でPh.D.修得、その後1968年までPDフェロー
- 1968年～2001年 - ベル研究所で研究員、主任研究員を経て特別研究員
- 2001年 - イェシーバー大学アルバート・アインシュタイン医学部客員教授
- 2001年 - (財)濱野生命科学研究財団小川脳機能研究所所長に就任
- 2008年 - 東北福祉大学特任教授に就任
- 2016年 - 量子科学技術研究開発機構　名誉フェロー
- 2020年 - 大阪大学特別栄誉教授
- 2021年 - 東北福祉大学特別栄誉教授

## 論文・講演要旨・寄稿文
- 「生体機能の研究への磁気共鳴法の応用」『応用物理』第42巻第3号、応用物理学会、1973年、214-225頁、doi:10.11470/oubutsu1932.42.214、ISSN 0369-8009、NAID 130003589675。
- 「核磁気共鳴によるヘモグロビンの研究」『生物物理』第14巻第5号、日本生物物理学会、1974年、183-199頁、doi:10.2142/biophys.14.183、ISSN 0582-4052、NAID 130000723327。
- 「Ｆｕｎｃｔｉｏｎａｌ ＭＲＩの方法とその応用」『脳卒中』第17巻第6号、日本脳卒中学会、1995年、489-496頁、doi:10.3995/jstroke.17.489、ISSN 0912-0726、NAID 130003438966。
- 「0SK3 機能的MRIと神経系活動現象との関係」『生物物理』第40巻、日本生物物理学会、2000年、S1、doi:10.2142/biophys.40.S1_4、ISSN 0582-4052、NAID 110001153925。
- 「機能的MRIと脳機能研究 特別講演」『医用電子と生体工学』第38巻、日本生体医工学会、2000年、3-3頁、doi:10.11239/jsmbe1963.38.Supplement_3、ISSN 0021-3292、NAID 130004327092。
- 「fMRIによって脳機能組織の相互作用のダイナミクスを追う (特集 第38回脳のシンポジウム) -- (高次脳機能解析法と機能局在)」成烈完, 神波雅之 との共著、『神経研究の進歩』第47巻第6号、医学書院、2003年12月、902-908頁、ISSN 00018724、NAID 40006034862。
- 「サイエンス・インタビュー 科学のいま、そして未来 脳機能の解明に大きな道を拓いたfMRI」『ミルシル』第3巻第4号、国立科学博物館、2010年7月、3-5頁、ISSN 18825745、NAID 40017227186。